# Rick Louw
Rick Louw (Nieuwegein) is een voormalige Nederlandse handbalspeler en is tegenwoordig handbalcoach binnen het NHV.

## Biografie
In 2014 beëindigde Louw zijn spelerscarrière bij Nieuwegein om vervolgens Patrick Kersten op te volgens als coach van het eerste herenteam van Nieuwegein. Louw bereikte met de Utrechtse ploeg promotie naar de eerste divisie. In 2017 vertrok Louw naar Houten. Waar hij twee jaar achter een de reguliere competitie won en in 2019/20 promotie maakte naar de BENE-League.